# Telus Sky
Telus Sky (también rotulado como TELUS Sky) es un rascacielos de uso mixto de 59 plantas y 222.3 m de altura situado en Downtown Calgary, Alberta, Canadá. Tras su finalización en 2019, se convirtió en el tercer edificio más alto de Calgary tras Brookfield Place East y The Bow. A fecha de enero de 2021, Telus Sky es el 18.º edificio más alto de Canadá.
Telus Sky tiene una superficie total de 70 721 m², incluidos 39 181 m² de oficinas, de los cuales 12 033 m² están ocupados por Telus Communications, una empresa canadiense de telecomunicaciones, filial de Telus Corporation.

## Historia
El 4 de julio de 2013, la Telus Corporation anunció el proyecto de Telus Sky, con un coste estimado de 400 millones de dólares, diseñado por los estudios de arquitectura Bjarke Ingels Group y Dialog, que prometía proporcionar un nuevo hito arquitectónico al centro de Calgary y estaba previsto que se completara en 2017. El proyecto incluía una torre de uso mixto de 70 000 m² que contendría oficinas, viviendas y espacio comercial, en la cual habría veintiséis plantas de oficinas con una superficie de 40 000 m², de los cuales Telus se reservó 14 400 m². Telus Sky también albergaría 341 unidades residenciales en las treinta y dos plantas más altas y 1400 m² de espacio comercial, situado principalmente en la segunda planta y conectado a la red de pasadizos elevados de la ciudad, +15, y una galería pública de 510 m². El diseño pretendía conseguir la certificación LEED platino e incluía varios elementos de diseño sostenible, como un sistema de captación de agua de lluvias.
El diseño del edificio presenta unas plantas inferiores rectangulares para conseguir que las oficinas tengan unas configuraciones eficientes, y, a medida que se eleva, el tamaño de las plantas se reduce lentamente y la fachada se pixela creando pequeños balcones y terrazas.
Antes de la construcción de Telus Sky, en la esquina de la Séptima Avenida y Centre Street se encontraba un edificio de tres plantas construido en 1928 que albergaba Art Central, un lugar donde los artistas locales podían trabajar y mostrar su obra en pequeñas galerías y estudios, que fue demolido en noviembre de 2014.
La construcción de Telus Sky empezó en febrero de 2015. Debido a la pequeña superficie de la parcela, no había suficiente espacio para usar excavadoras y rampas, por lo que en su lugar se usó una grúa hidráulica con una pala para excavar los 80 000 m³ de tierra, hasta una profundidad de 31 m, necesarios para crear los cimientos y sótanos del edificio.
La construcción de Telus Sky sobrepasó su fecha de finalización prevista inicialmente, 2017, debido a retrasos que hicieron que las obras se prolongaran hasta 2019. Los primeros inquilinos de las oficinas se trasladaron en julio de 2019 y las unidades residenciales en alquiler empezaron a recibir reservas para septiembre de 2019.

## Arte público
Las fachadas norte y sur de Telus Sky están revestidas con una instalación dinámica de ledes apodada Northern Lights («luces del norte»), diseñada por el artista canadiense Douglas Coupland, una de las instalaciones de arte público más grandes de Canadá.
Las franjas de luz led que componen la obra pueden mostrar un innumerable número de tonalidades y combinaciones. La instalación muestra cinco secuencias de doce minutos cada hora, la primera de las cuales es siempre una imitación de la aurora boreal, mientras que las otras cuatro secuencias son intercambiables. La obra tiene una aplicación móvil interactiva que proporciona a los usuarios información sobre lo que inspiró el patrón de cada secuencia. La instalación Northern Lights fue encendida por primera vez el 19 de abril de 2019.

## Detalles del edificio

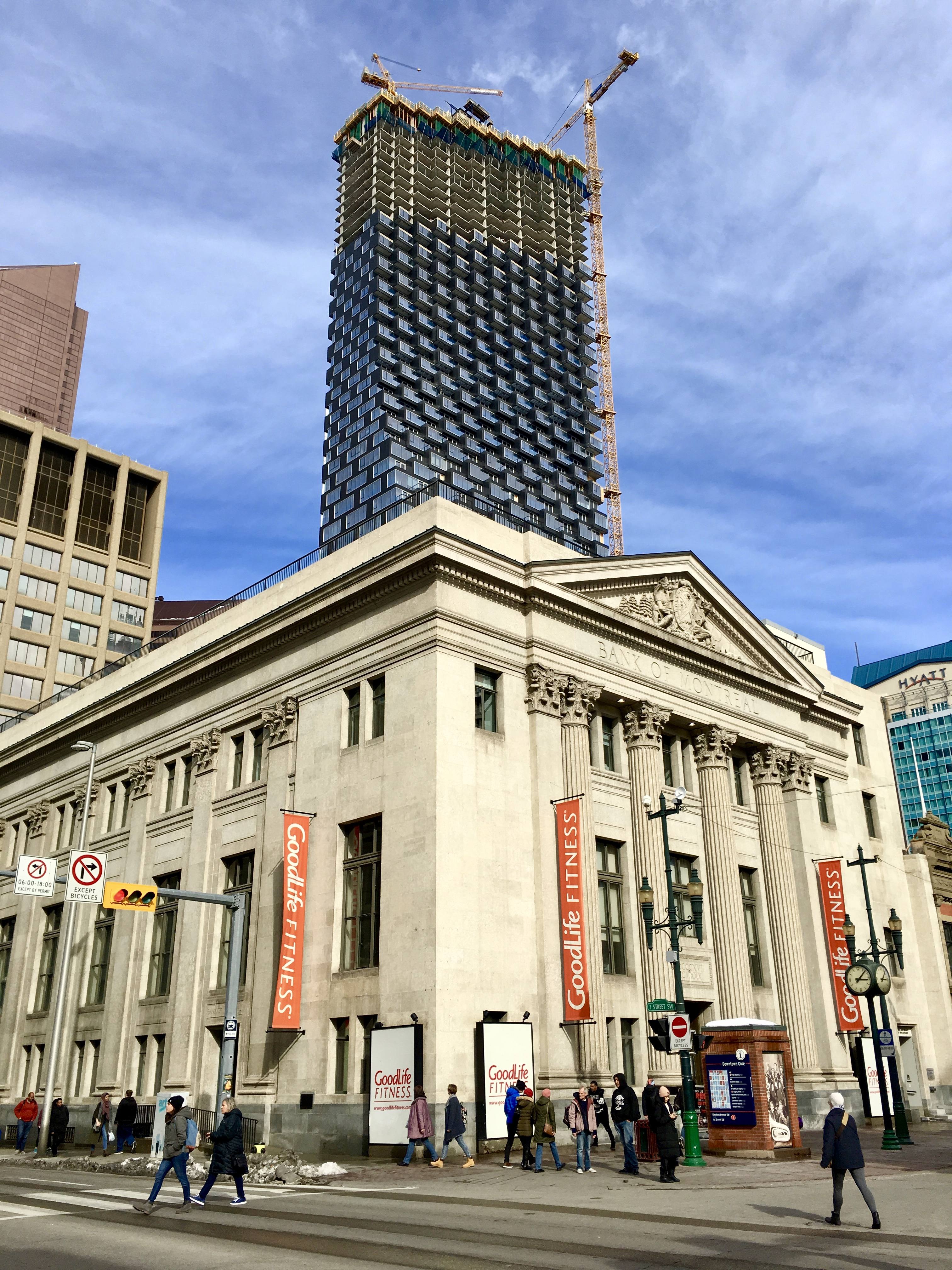
Telus Sky en construcción en octubre de 2018.

Los promotores de Telus Sky pretenden conseguir la certificación LEED platino por los espacios de oficinas, comerciales y la galería de arte del edificio, mientras que los espacios residenciales pretenden conseguir la certificación LEED oro. Esto convertirá a Telus Sky en el edificio de más de 200 metros de altura más sostenible medioambientalmente de Canadá.
La superficie total del edificio es de 70 721 m², repartidos de la siguiente forma:
- Espacio de oficinas: 39 181 m² en 29 plantas.
- Espacio residencial: 29 678 m² en las plantas 30-58.
- Espacio comercial: 1955 m², situado principalmente en la planta baja.
- Espacio ocupado por Telus: 12 033 m².
- Galería de arte: 511 m².

### Inquilinos
Tras la caída de los precios del petróleo en 2015, el mercado de oficinas de Downtown Calgary empezó a presentar una creciente tasa se disponibilidad, a la que Telus Sky no ha sido inmune. A fecha de abril de 2020, Telus Sky tiene una tasa de ocupación del 60 %, repartida entre cinco inquilinos de oficinas. Telus Corporation representa 13 000 m² o el 33 % de la ocupación.
Entre los inquilinos se encuentran:
- Telus Corporation (13 000 m²)[12]
- Absorb Software (7000 m²)[12]